# Tremona
Tremona è un ex comune ticinese che dal 2009 è diventato quartiere costitutivo della Città di Mendrisio.

## Geografia fisica
Tremona è situato sul versante meridionale del Monte San Giorgio.

## Origini del nome
Il nome del quartiere deriva probabilmente dalla locuzione latina tre montes, etimologia che può essere comprensa pensando alla posizione del paese: in effetti, esso si trova circondato da "monti", che però non sono tre come ricordato dal nome, bensì quattro. Le colline prese in considerazione nel nome sono quelle del Castello (650 m s.l.m.), di Sant'Agata (617 m s.l.m.) e di Grom (574 m s.l.), mentre quella omessa è Certara (561 m s.l.m.).

## Storia
«Ecco gli antenati del neolitico, poi del bronzo, poi del ferro. Tracce ne hanno lasciato un po' dappertutto dalle nostre parti (…)», scriveva lo studioso locale Giuseppe Martinola, e in effetti Tremona è il luogo adatto per scoprire queste tracce. Sono stati infatti ritrovati oggetti nella zona del Castello (dove oggi sorge il parco archeologico) che permettono di constatare come la storia dell'abitato sulla collina sia cominciata nel lontano Neolitico per proseguire durante l'Età del Bronzo e l'Età del ferro: in particolare, per il primo periodo sono state ritrovate asce di serpentino, lame, e frammenti di recipienti di terracotta; per il secondo, invece, frammenti di vasi a forma di campana rovesciata; infine, per il terzo vasi di ceramica creati usando il tornio, orecchini di bronzo, fibule. In realtà non troviamo solo oggetti con il ruolo di testimoni di queste antiche epoche, ma anche una necropoli databile alla seconda Età del ferro e all'epoca romana (42 tombe). La storia dell'abitato non si arresta all'età romana, e vi sono altre tracce che permettono di giungere fino al XV secolo, in particolare gli scavi hanno fatto riemergere:
- dei segnali dell'esistenza di un insediamento composto da 27 abitazioni sul cosiddetto terrazzo inferiore, che doveva essere abitato durante il Medioevo e fino al XIII secolo, quando poi venne abbandonato probabilmente a causa delle lotte tra Milano e Como[7];
- delle tracce dell'esistenza di un castello provvisto di un mastio e locali interni del XIV-XV secolo sul cosiddetto terrazzo superiore[7] .

Non solo scavi archeologici ma anche tracce meno remote ci permettono di tracciare la storia di questo borgo, che per un lungo periodo fu legato alla pieve di Riva S.Vitale dal punto di vista amministrativo e spirituale. Nel 1493 si separò e diventò diventando parrocchia autonoma, facendo capo inizialmente alla chiesa di S. Agata e poi alla chiesa di S. Maria Assunta.

### Simboli
Lo stemma viene delineato ne L'armoriale dei Comuni ticinesi di Gastone Cambin come segue: 
L'arma deriva dal nome Tremona che, secondo l’opinione popolare, significa "Tre monti": infatti l’abitato si trova in una conca, circondata da tre colline. La maggior caratteristica della zona è la ricchezza dei vigneti, principale fonte di guadagno della popolazione.. La brenta è un tipo di gerla usata nella vendemmia per trasportare l'uva e poi per il trasporto del vino.

## Monumenti e luoghi d'interesse

### Architetture religiose

#### Chiesa di S. Maria Assunta

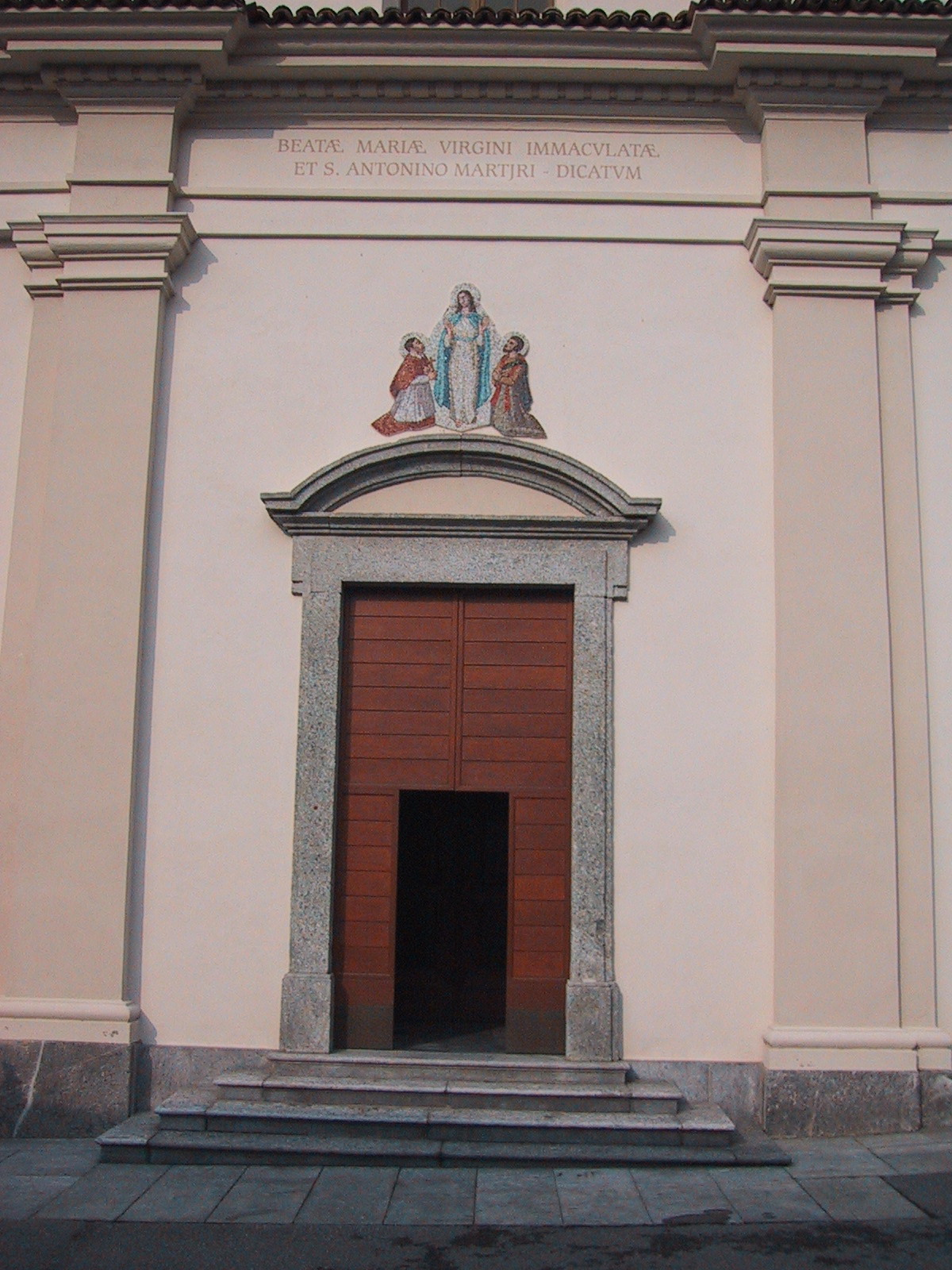
Il portale della chiesa dell'Assunta

La chiesa di S.Maria Assunta è attestata dal 1578, anno in cui il vescovo di Como mons. Bonomi in visita la definì "cappella fatta a novo", e nel 1770 sostituì la chiesa di Sant'Agata nel suo ruolo di chiesa parrocchiale.
La chiesa conserva affreschi di Antonio Rinaldi (Sant'Agata e Sant'Apollonia), Francesco Antonio Giorgioli (Assunta), Bernardino Luini (Madonna col Bambino), e Silvano Gilardi (Beato Manfredo Settala e Santa Lucia) e venne restaurata nel 1972 ad opera di Alberto Finzi.

#### Chiesa di Sant'Agata
Quando Tremona nel 1493 divenne parrocchia, separandosi dalla pieve di Riva San Vitale, la chiesa di Sant'Agata assunse la funzione parrocchiale. Le sue origini sono misteriose, ma un'opinione diffusa è che essa venne costruita sui resti di una fortezza longobarda (a sostegno di questa tesi sarebbero il tozzo del campanile e il parere di alcuni che Sant'Agata fosse tra le "sante longobarde").
La chiesa conserva affreschi gotici, frammenti di affreschi della scuola dei Seregnesi della seconda metà del XV secolo, una medaglia con il Martirio di sant'Agata eseguita da Francesco Antonio Giorgioli, e la statua della santa, che fu modellata da Francesco Silva (1560-1641). Prima di accedere alla chiesa sono inoltre visibili anche l'ossario (in cui è presente il mezzobusto di Antonio Rinaldi scolpito da Enrico Mariotti) e la Via Crucis con affreschi di Mario Ribola.

### Architetture civili
- Casa Andreazzi, con gli affreschi Il giuramento del Rütli e Il sacrificio di Arnoldo di Winkelried[senza fonte];
- Casa Rinaldi, con affreschi di Antonio Rinaldi (ritratti di Michelangelo, Raffaello e Leonardo da Vinci)[senza fonte].

### Siti archeologici

#### Parco archeologico di Tremona
Tremona è molto conosciuta per gli scavi archeologici che hanno permesso di ricostruire la storia dell'abitato sulla collina del Castello e di riflesso anche della regione. Tali ricerche hanno preso avvio nel 1991 e nel corso degli anni hanno permesso di portare alla luce tracce relative a varie epoche (vedasi "Storia"). L'importanza fu tale da suggerire la costruzione di quello che oggi è noto con il nome di "parco archeologico di Tremona" inaugurato nel 2016. Questo luogo consente ai visitatori di confrontarsi con un passato lontano e soprattutto addentrarsi all'interno della vita quotidiana di un villaggio medievale, che nel caso di Tremona si dedicava con dedizione all'agricoltura, ma anche e soprattutto all'artigianato: in effetti sono stati trovati reperti che consentono di affermare che gli abitanti si dedicavano alla lavorazione del metallo e all'artigianato tessile (filatura, tessitura, cucito e lavorazione delle pelli).

 Al fine di addentrarsi all'interno del villaggio medievale il parco archeologico offre varie possibilità, tra cui un itinerario guidato che attraverso pannelli illustrativi consente di comprendere gli aspetti caratteristici della vita quotidiana, un video in 3D che mostrano la ricostruzione del villaggio e dieci tappe di realtà aumentata che consentono al visitatore di proiettarsi direttamente nell'epoca medievale e visitare ad esempio la bottega del fabbro e le abitazioni.

## Società

### Evoluzione demografica
L'evoluzione demografica è riportata nella seguente tabella:
Abitanti censiti

## Cultura

### Arte
"Tremona primeggia (…) nell'espressione artistica: una vera e propria fioritura mai avvizzita nei secoli" scrisse Giovanni Piffaretti, sottolineando la vocazione artistica degli abitanti di questo paese come Antonio Rinaldi, Enrico Mariotti, Giuseppe Rusconi e i Durini>
Molti artisti furono costretti a cercare fortuna altrove, perché, come sottolinea lo stesso Piffaretti in un'altra sua opera, «Non si deve pensare che i Ticinesi abbandonassero i loro villaggi quali artisti compiuti, consci di una missione culturale o estetica, per portare la loro genialità nel mondo. Niente di tutto questo: i Ticinesi emigravano come lapicidi, manovali, fornaciai, muratori, carpentieri, capomastri, ingegneri, architetti, stuccatori, pittori nella speranza di trovare modo di vivere e di combattere la fame». Questo passo relativo ai Ticinesi in generale risulta calzante anche per le maestranze di Tremona, che spesso mettevano le loro doti al servizio di altri Paesi, più o meno vicini. L'emigrazione artistica attuata dai tremonesi permette di affrontare anche la questione della scuola, visto che gli emigranti si trovavano in contesti in cui era loro richiesto saper scrivere, leggere e fare di conto. Imparare a scrivere risultava di fondamentale importanza anche per rimanere in contatto con i propri cari durante i mesi di assenza: la corrispondenza si svolgeva con l'ausilio di intermediari, in particolare il cappellano e il notaio, i quali ricevevano le lettere scritte dagli emigranti e le leggevano poi ai destinatari. Tra questi due intermediari sussiste però una differenza che va nella direzione della conservazione delle missive, in quanto i cappellani non conservarono le lettere, destinandole quindi alla scomparsa, mentre vi è un caso di lettere inviate ai notai che sono state tramandate, ossia quelle che i notai Oldelli di Meride hanno conservato.
A Tremona gli edifici che ospitarono la scuola furono: 
- Oratorio attiguo alla Chiesa dell'Assunta (fino verso la metà del XIX secolo)
- Ex casa patriziale (dalla metà del XIX secolo al 1907)
- Palazzo comunale (dal 1907 al 1959)

#### Antonio Rinaldi (1816-1875)
Antonio Rinaldi, pittore con uno stile vicino al romanticismo, fu un cittadino illustre di Tremona che si formò all'Accademia di Brera. Cominciò i suoi studi nel 1829 e li portò a termine nel 1840, ricevendo gli insegnamenti di Luigi Sabatelli, il quale però non riuscì ad avere un vero influsso sul pittore tremonese, che si sentiva maggiormente vicino al mondo artistico dominato da Francesco Hayez. Dopo i suoi studi il Rinaldi tornò a Tremona, restandoci per gran parte della sua vita e rimanendo quindi un po' ai margini nella storia dell'arte dell'Ottocento italiano. Nonostante questo egli fece opere mirabili, come La Romantica, Cacciatore piumato, L’Immacolata, Il marmista Aglio, Il Cappuccino, La Santa Teresa in estasi, Lo spazzacamino piangente e altri, che dimostrano la sua abilità. Come ricorda Giuseppe Martinola il Rinaldi si ritrova in molte chiese della regione, ma anche in molte case civili del Mendrisiotto, e alcune delle sue opere sono visibili anche a Tremona, in particolare nel portico di Casa Andreazzi si trova una Madonna con Bambino, all'interno il Giuramento del Rütli e il Sacrificio di Antonio di Wikelried, mentre nella corte della sua casa natale si trovano affreschi con i ritratti di Leonardo, Raffaello e Michelangelo.

#### I Durini di Tremona
La famiglia Durini giunse a Tremona sul finire del XVIII secolo dalla Lombardia. Giovanni Durini (1826-1907) arrivato in terra elvetica imparò la professione di scalpellino ad Arzo, per poi seguire artisti di Tremona nelle loro migrazioni stagionali. Egli sposò Elisabetta Vassalli, da cui ebbe due figli (Francesco e Lorenzo), e insieme intrapresero il viaggio che li portò in Sud America (per dirla con un'espressione dialettale usata da tutti gli emigrati che andavano in America l'a traversaa ul buzun). Entrambi i figli facero brevemente ritorno in Europa, per tornare poi in Ecuador dopo gli studi di architettura. Lorenzo decise in seguito di tornare nel suo paese natale con i figli, che vi frequentarono la scuola elementare, ma dopo questo periodo tornò in Ecuador definitivamente. Lorenzo, Francisco e Pedro Durini sono ricordati per la loro opera architettonica sul territorio ecuadoriano: infatti si ritrovano molteplici costruzioni e progetti realizzati da loro sulle piazze principali dell'Ecuador e ebbero un notevole ruolo nella trasformazione architettonica di questa terra. Questa loro opera ha permesso a Giovanni Piffaretti di affermare che «Con le dovute proporzioni, l'intervento dei Durini nel tessuto urbano di quelle città, può benissimo essere paragonato all'intervento del Gaudí a Barcellona, a quello del barone Haussmann nella Parigi della fine dell'Ottocento, in un'epoca immediatamente anteriore a quella dei nostri emigrati in Ecuador.»

## Amministrazione
Ogni famiglia originaria del luogo fa parte del cosiddetto comune patriziale e ha la responsabilità della manutenzione di ogni bene ricadente all'interno dei confini del quartiere.